# Viltstängsel

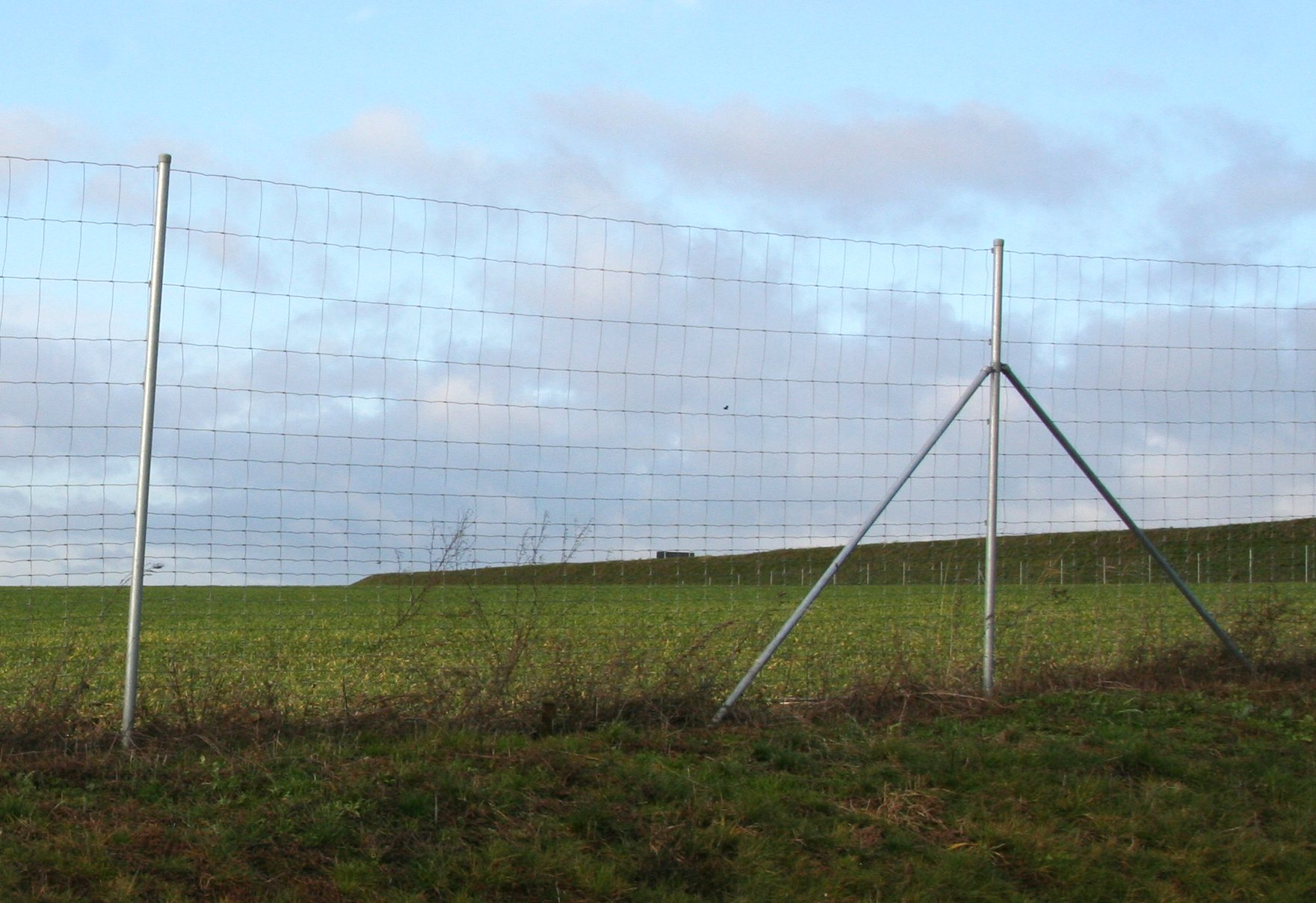
Viltstängsel vid motorvägen

Ett viltstängsel är ett stängsel som hindrar vilda djur att komma in på vägar, odlingar eller andra områden där de är oönskade. Viltstängsel i Sverige är oftast anpassade för att hindra klövvilt.
Viltstängsel är dyra att anlägga, och därför används ofta alternativ som avverkning eller doftampuller.[källa behövs]
Jämför med vilthägn som håller vilda djur inom ett område.
Ett annat vanligt viltstängsel som vi ser runt om i landet är vägstängsel. Det är ett kraftigt viltnät med hög zinkhalt.